# Каулингтон (Оклахома)
Каулингтон (енгл. Cowlington) град је у америчкој савезној држави Оклахома.

## Демографија
По попису из 2010. године број становника је 155, што је 22 (16,5%) становника више него 2000. године.
| Група             | 2000.      | 2010.       |
| Белци             | 99 (74,4%) | 130 (83,9%) |
| Афроамериканци    | 0 (0,0%)   | 2 (1,3%)    |
| Азијати           | 0 (0,0%)   | 0 (0,0%)    |
| Хиспаноамериканци | 5 (3,8%)   | 2 (1,3%)    |
| Укупно            | 133        | 155         |